# Reines de France et Femmes illustres
Les Reines de France et Femmes illustres sont une série de vingt statues présentées en plein-air dans le jardin du Luxembourg à Paris, en France. Elles ont été commandées à partir de 1843 à différents sculpteurs. Représentant des femmes importantes de l'Histoire de France, principalement des reines, la série apparaît comme une version féminine de la série des Hommes illustres au palais du Louvre, construite à la même époque.

## Localisation

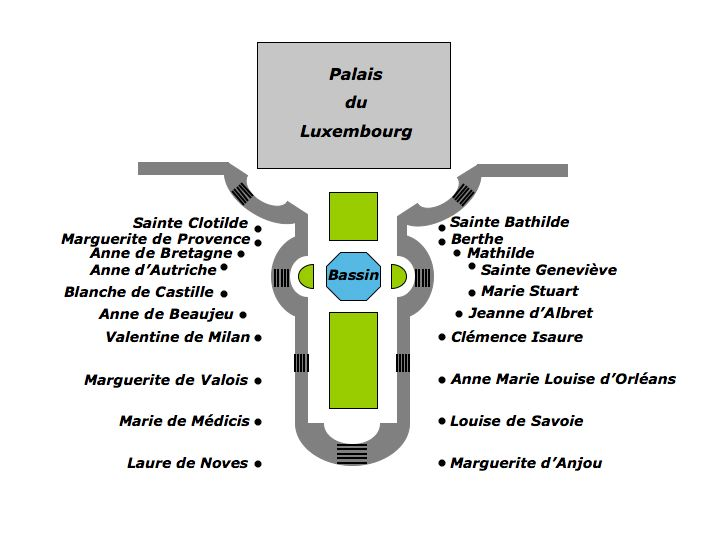
Localisation des statues autour du grand bassin du jardin du Luxembourg.

La série est constituée de vingt statues disposées sur la promenade surplombant le parterre central et le grand bassin du jardin du Luxembourg, devant le palais du Luxembourg, dans le 6e arrondissement de Paris.

## Description
Bien que toutes les statues soient la réalisation d'un sculpteur différent, chacune est conçue sur un même modèle : un portrait en pied d'une personnalité féminine de l'Histoire de France, en marbre blanc. Chaque statue mesure entre 2,30 m et 3,80 m de hauteur et repose sur un piédestal en pierre, comportant en médaillon le nom, les qualités et les dates de naissance et mort du sujet.

## Histoire
Le jardin du Luxembourg est créé sous l'impulsion de Marie de Médicis en 1612. À partir de 1799, le palais du Luxembourg héberge le Sénat et subit plusieurs transformations au début du XIXe siècle. À partir de 1836, l'hémicycle est agrandi, contraignant à déplacer les parterres d'une trentaine de mètres. Les sculptures présentes dans le jardin, très dégradées, sont remplacées par une série représentant des personnalités féminines. Le choix des femmes à honorer est effectué par Louis-Philippe (qui règne de 1830 à 1848). La plupart des sculptures sont commandées vers 1843, payées 12 000 francs chacune et généralement exposées aux Salons de 1847 ou 1848 avant d'être inaugurées.

La représentation de Jeanne d'Arc par François Rude est considérée comme trop fragile pour rester en plein-air et entre au musée du Louvre en 1872. En conséquence, l'État français commande en 1874 une statue de remplacement à Ferdinand Taluet pour 7 000 francs. Représentant Marguerite d'Anjou, elle est installée en 1877 et présentée au Salon de 1895. 

## Évocations artistiques
L'écrivain William Faulkner termine les ultimes lignes de son roman Sanctuaire, paru en 1931, par une évocation du groupe de sculptures au Luxembourg lorsque la musique du kiosque va : 

« se perdre au-delà du bassin et de la terrasse en demi-cercle où, dans de sombres trouées entre les arbres, rêvaient les reines mortes figées dans leur marbre terni, jusque dans le ciel prostré, vaincu par l'étreinte de la saison de pluie et de mort. »

En 2002, pour le catalogue de l'exposition Le Luxembourg de la photographe Sophie Ristelhueber au musée Zadkine, l'écrivain Jean Echenoz écrit un texte consacré aux vingt statues du jardin, intitulé Vingt femmes dans le jardin du Luxembourg et dans le sens des aiguilles d'une montre. Echenoz le republie en 2014 parmi les sept récits composant son recueil Caprice de la reine,.

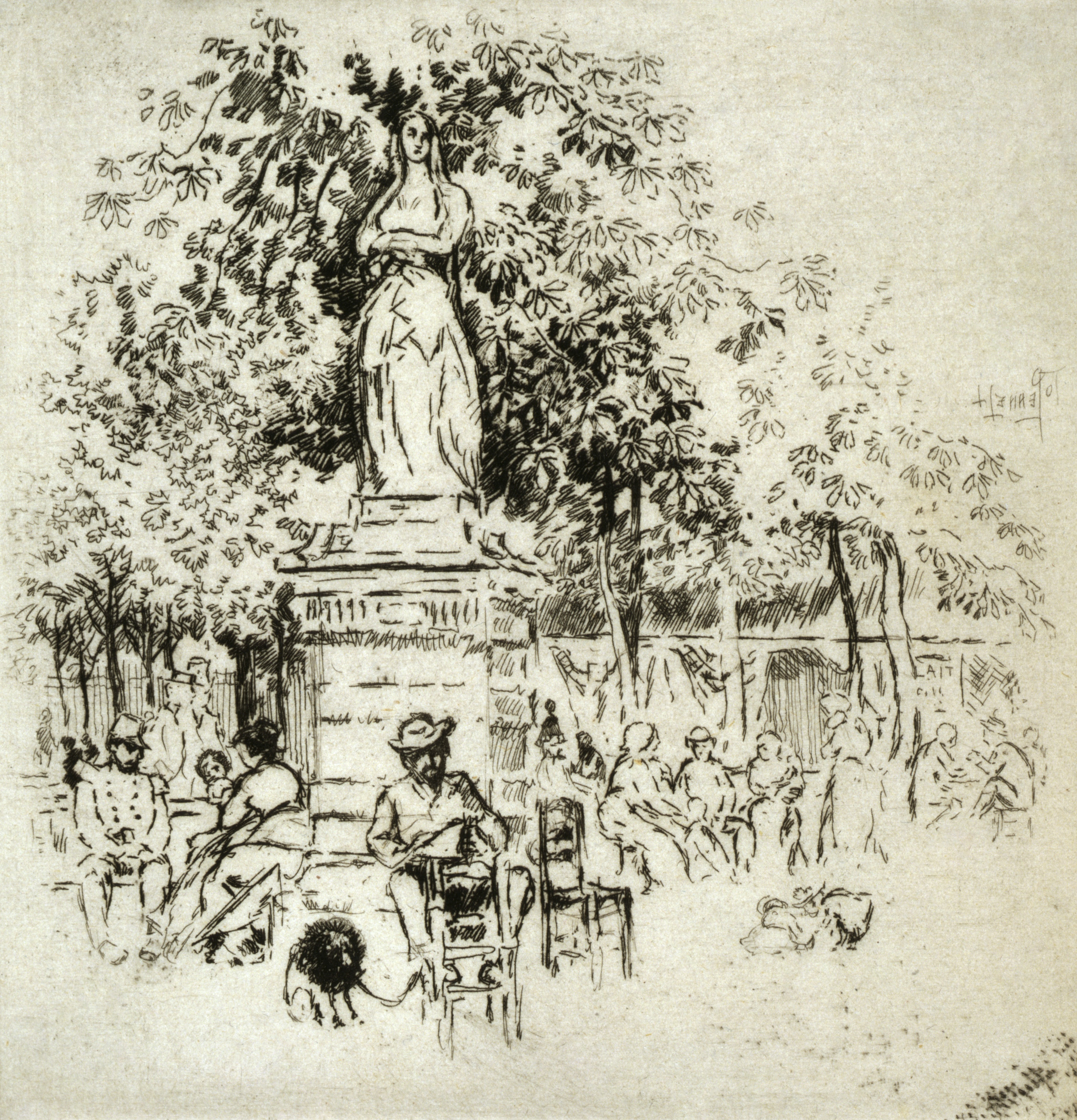
Gravure de Joseph Pennell (1893).
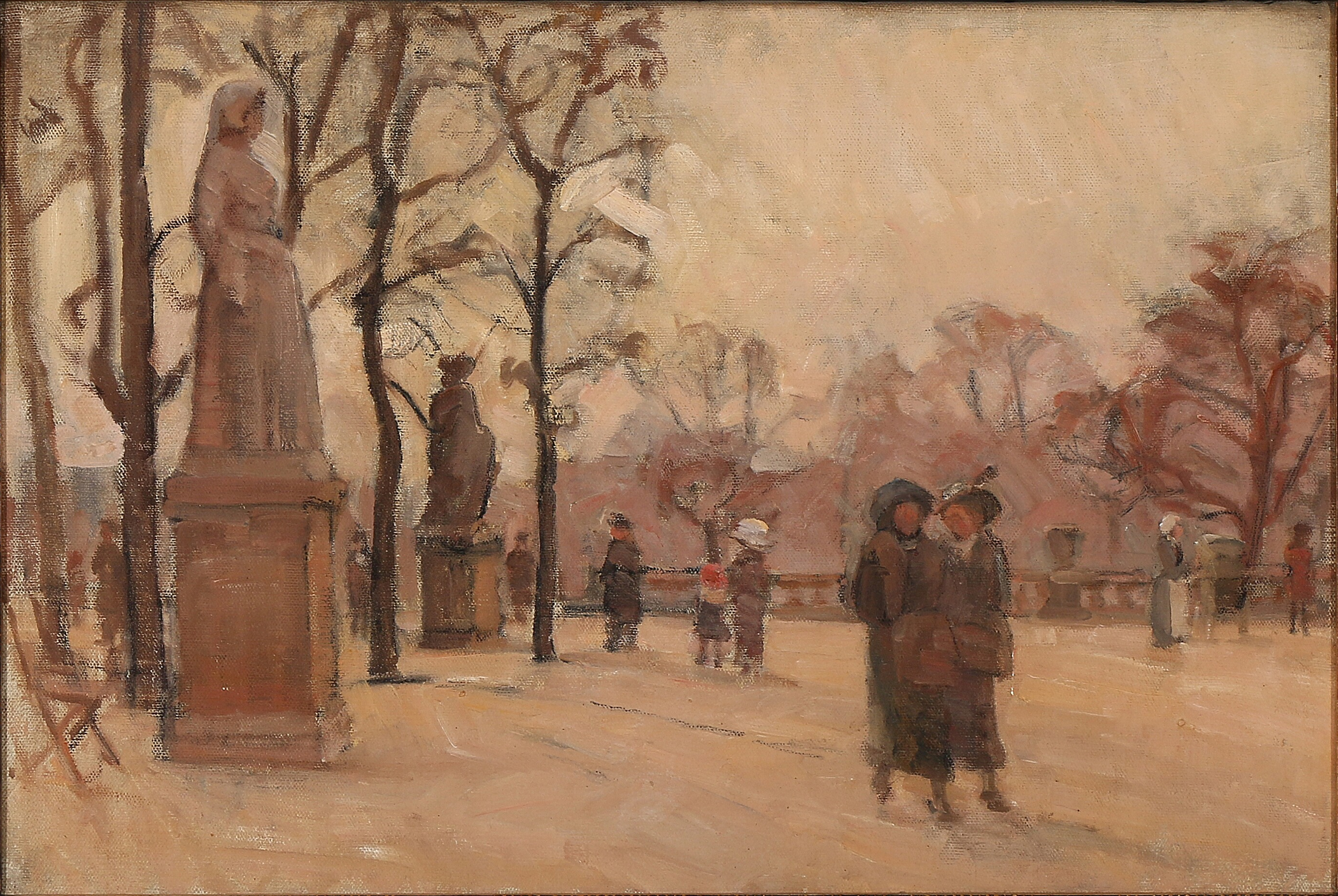
Peinture de Karl Schou (da) (1913).

## Statues
La liste suivante recense les différentes statues, en partant du nord-est et en se déplaçant dans le sens horaire.
| Personnage                                                                                                  | Sculpteur                    | Date                 | Photo | Plaque | Coordonnées                 |
| --- | ---------------------------- | -------------------- | ----- | ------ | --------------------------- |
| Sainte Bathilde (v. 630-680) Reine de France                                                                | Victor Thérasse              | 1848                 |       |        | 48° 50′ 51″ N, 2° 20′ 17″ E |
| Berthe (720-783) Reine de France                                                                            | Eugène Oudiné                | 1848                 |       |        | 48° 50′ 50″ N, 2° 20′ 17″ E |
| Mathilde (1031-1083) Duchesse de Normandie                                                                  | Jean-Jacques Elshoecht       | 1848                 |       |        | 48° 50′ 50″ N, 2° 20′ 18″ E |
| Sainte Geneviève (423-512) Patronne de Paris                                                                | Michel-Louis Victor Mercier  | 1845                 |       |        | 48° 50′ 50″ N, 2° 20′ 19″ E |
| Marie Stuart (1542-1587) Reine de France                                                                    | Jean-Jacques Feuchère        | 1846                 |       |        | 48° 50′ 48″ N, 2° 20′ 19″ E |
| Jeanne d'Albret (1528-1572) Reine de Navarre                                                                | Jean-Louis Brian             | 1848                 |       |        | 48° 50′ 47″ N, 2° 20′ 18″ E |
| Clémence Isaure Fondatrice légendaire de l'Académie des Jeux floraux                                        | Auguste Préault              | 1848                 |       |        | 48° 50′ 47″ N, 2° 20′ 17″ E |
| Anne-Marie-Louise d'Orléans (1627-1693) Duchesse de Montpensier                                             | Camille Demesmay             | 1848                 |       |        | 48° 50′ 46″ N, 2° 20′ 16″ E |
| Louise de Savoie (1476-1531) Régente de France                                                              | Auguste Clésinger            | 1851                 |       |        | 48° 50′ 45″ N, 2° 20′ 16″ E |
| Jeanne d'Arc (1412-1431) Héroïne (déplacée au Louvre en 1872)                                               | François Rude                | 1852                 |       |        |                             |
| Marguerite d'Anjou (avec son fils Édouard) (1429-1482) Reine d'Angleterre (en remplacement de Jeanne d'Arc) | Ferdinand Taluet             | 1877                 |       |        | 48° 50′ 45″ N, 2° 20′ 16″ E |
| Laure de Noves (1307-1348)                                                                                  | Auguste Ottin                | 1848                 |       |        | 48° 50′ 45″ N, 2° 20′ 11″ E |
| Marie de Médicis (1573-1642) Reine de France                                                                | Louis-Denis Caillouette      | 1847                 |       |        | 48° 50′ 46″ N, 2° 20′ 11″ E |
| Marguerite d'Angoulême (1492-1549) Reine de Navarre                                                         | Joseph-Stanislas Lescorné    | 1848                 |       |        | 48° 50′ 46″ N, 2° 20′ 11″ E |
| Valentine de Milan (1370-1408) Duchesse d'Orléans                                                           | Victor Huguenin              | 1846                 |       |        | 48° 50′ 47″ N, 2° 20′ 11″ E |
| Anne de Beaujeu (1460-1522) Régente de France                                                               | Jacques-Édouard Gatteaux     | 1847                 |       |        | 48° 50′ 48″ N, 2° 20′ 10″ E |
| Blanche de Castille (1188-1252) Reine de France                                                             | Auguste Dumont               | 1848 (datée de 1850) |       |        | 48° 50′ 48″ N, 2° 20′ 09″ E |
| Anne d'Autriche (1601-1666) Reine de France                                                                 | Joseph Marius Ramus          | 1847                 |       |        | 48° 50′ 50″ N, 2° 20′ 09″ E |
| Anne de Bretagne (1477-1514) Reine de France                                                                | Jean-Baptiste Joseph Debay   | 1846                 |       |        | 48° 50′ 51″ N, 2° 20′ 10″ E |
| Marguerite de Provence (1219-1295) Reine de France                                                          | Honoré Husson                | 1847                 |       |        | 48° 50′ 51″ N, 2° 20′ 11″ E |
| Sainte Clotilde (465-545) Reine de France                                                                   | Jean-Baptiste-Jules Klagmann | 1847                 |       |        | 48° 50′ 52″ N, 2° 20′ 11″ E |

## Photographies historiques

Eugène Atget
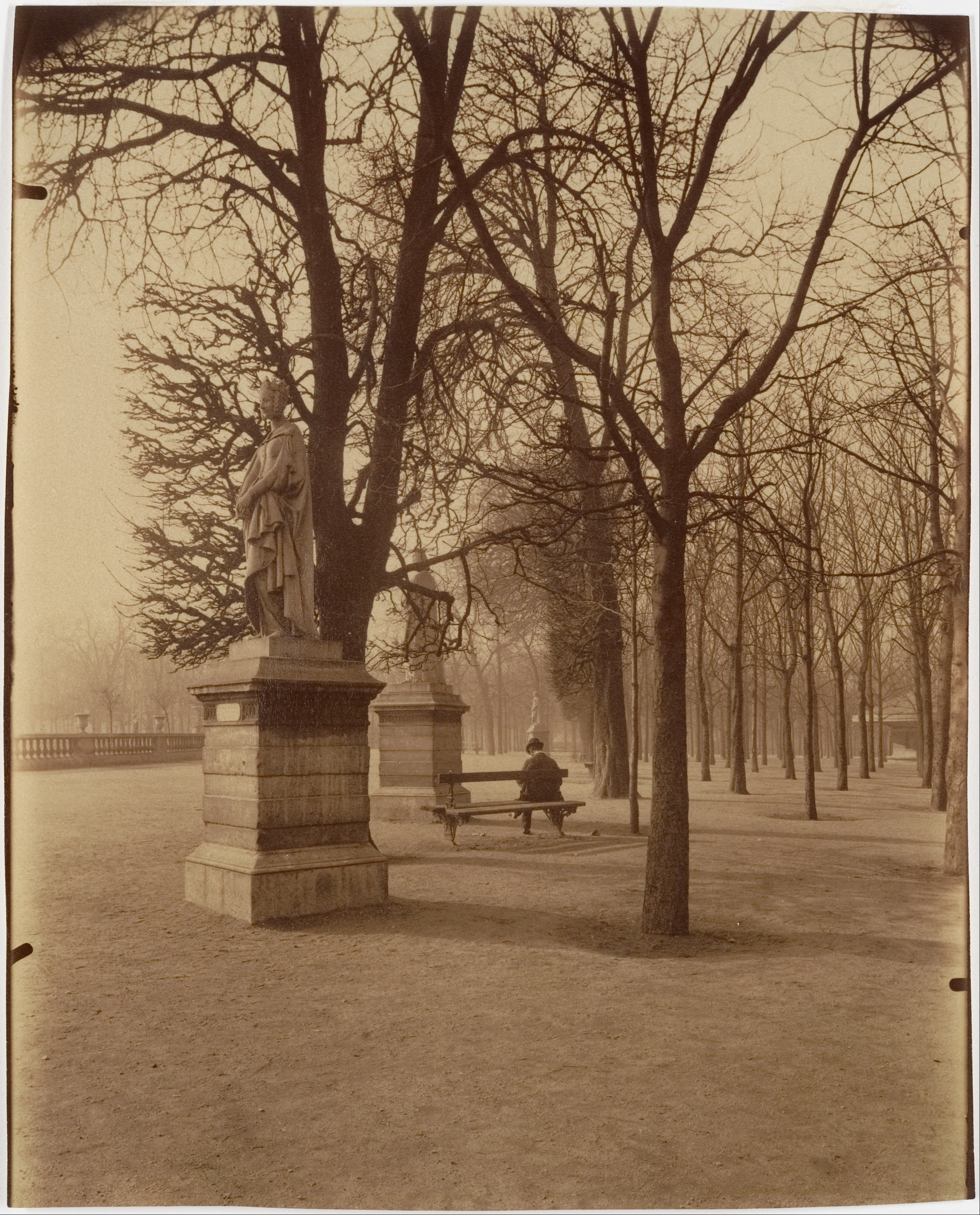
Marguerite de Provence (1902).
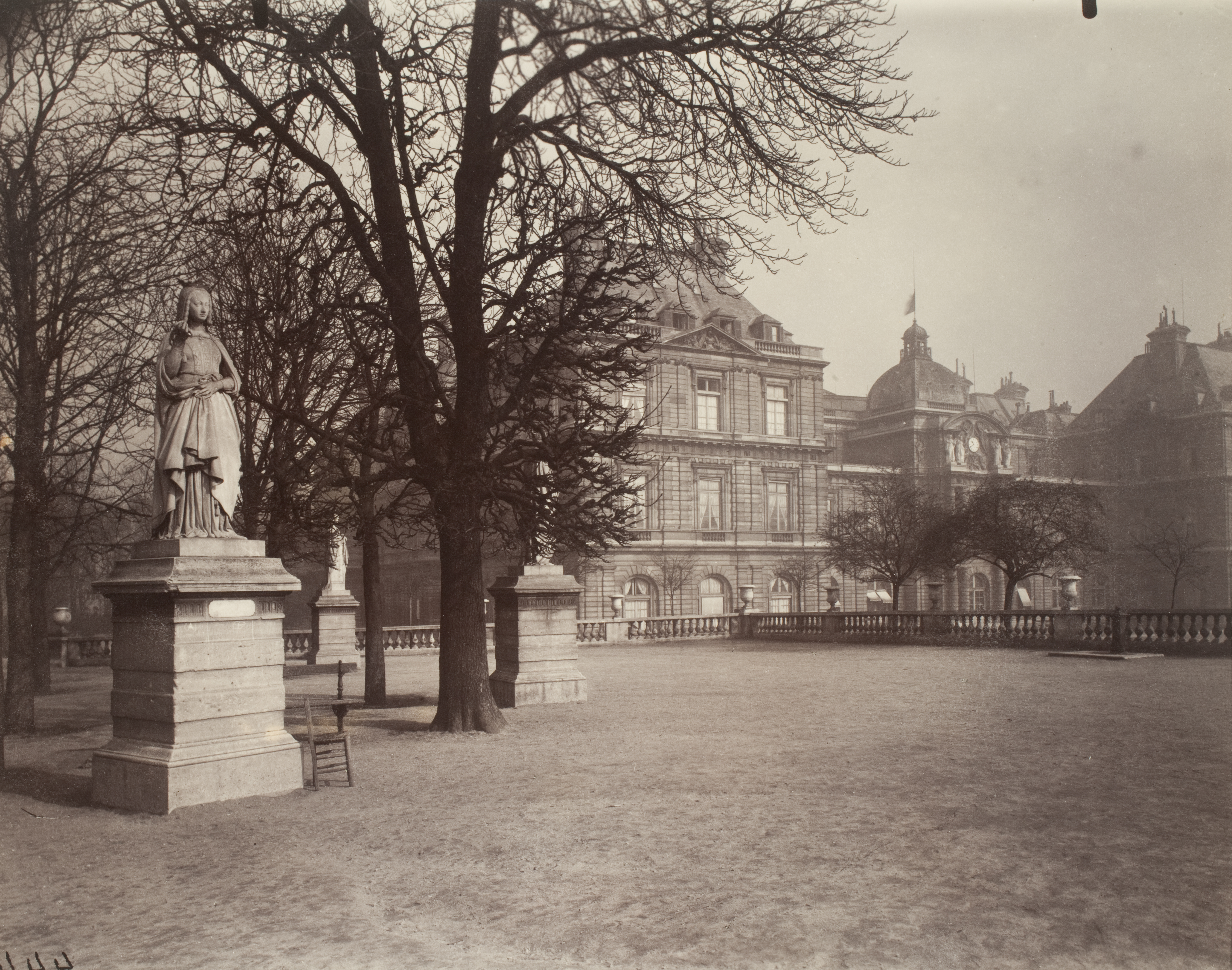
Anne de Bretagne (entre 1923 et 1926).
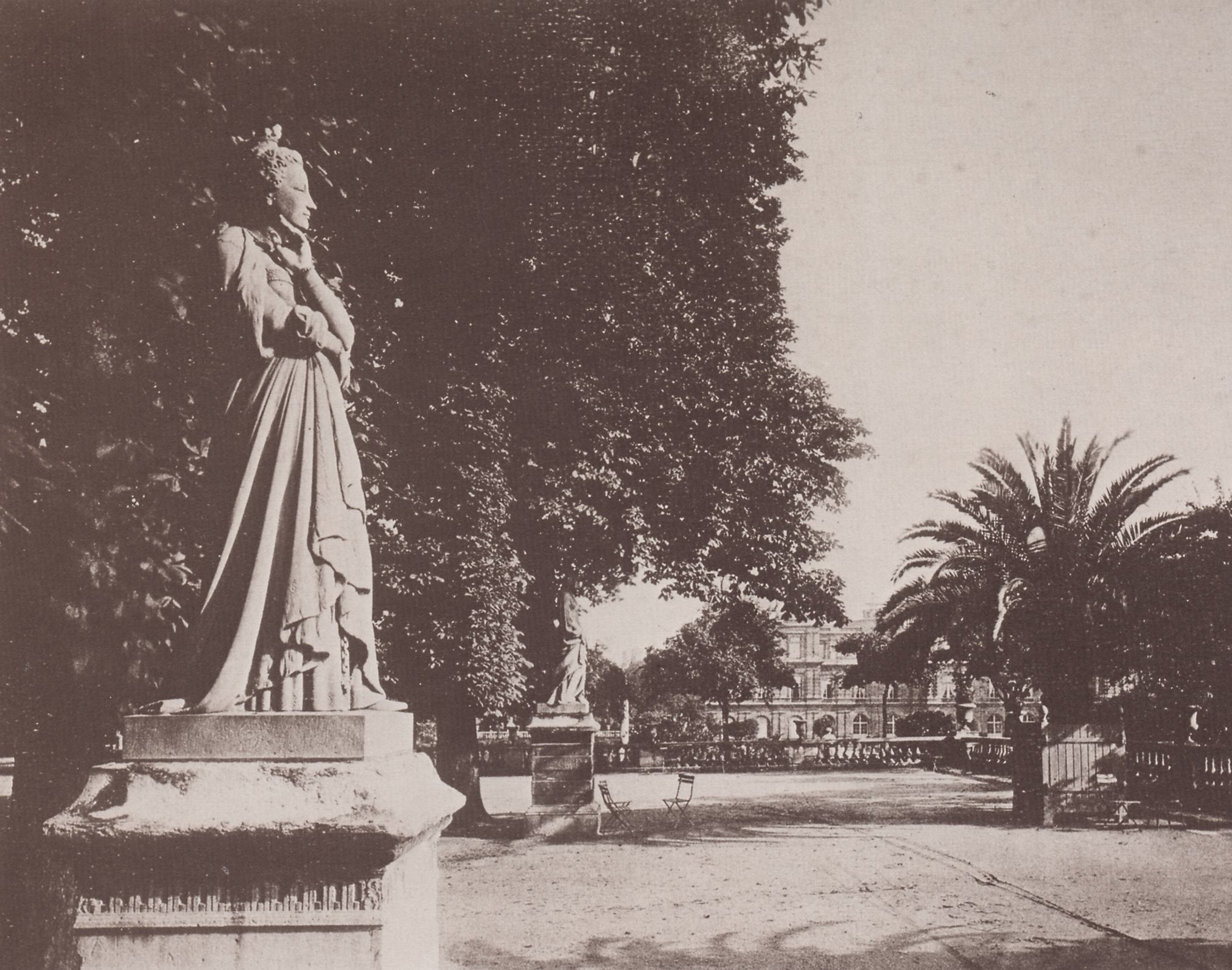
Marguerite d'Angoulême (date inconnue).

Frères Séeberger (entre 1905 et 1910)
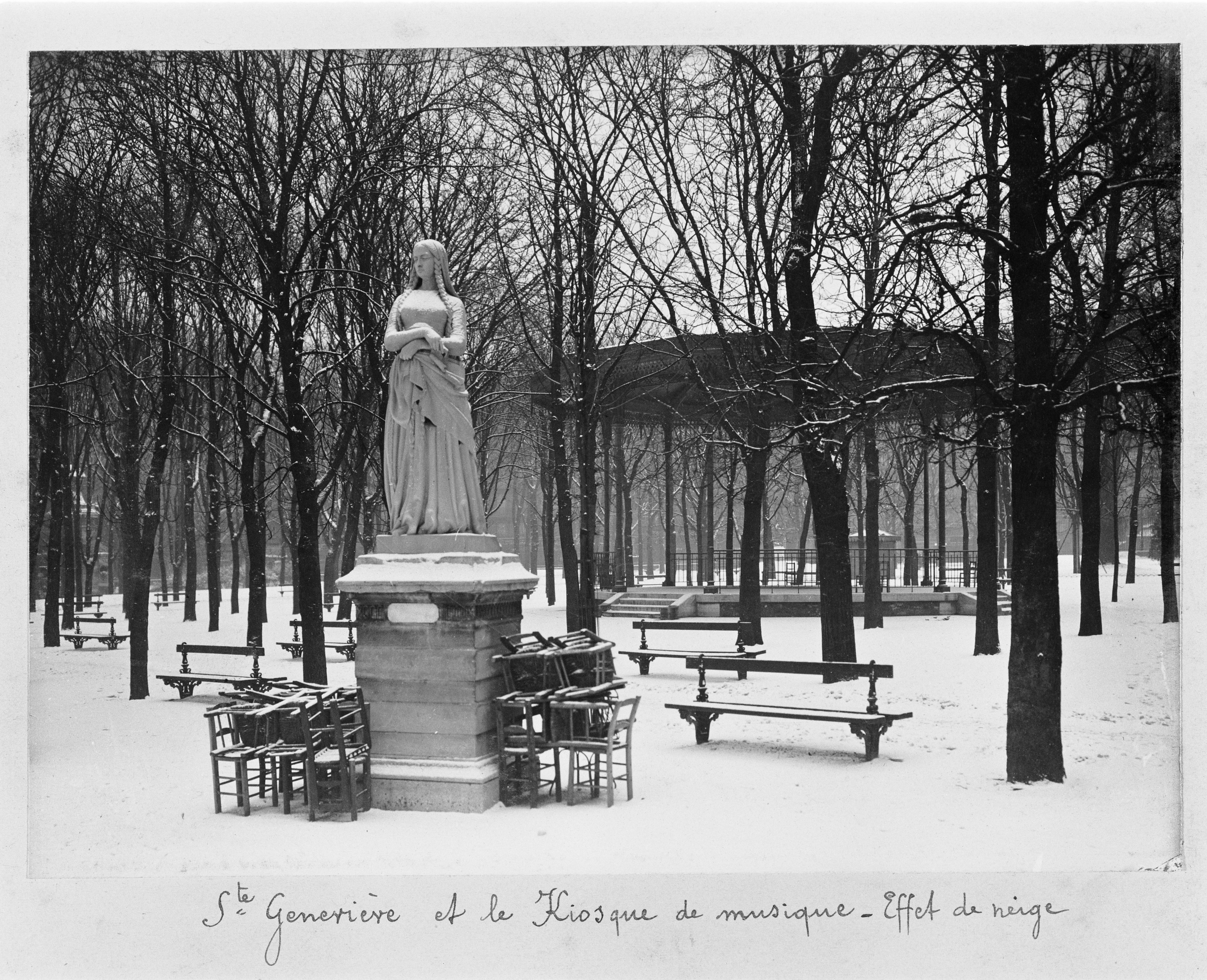
Sainte Geneviève.
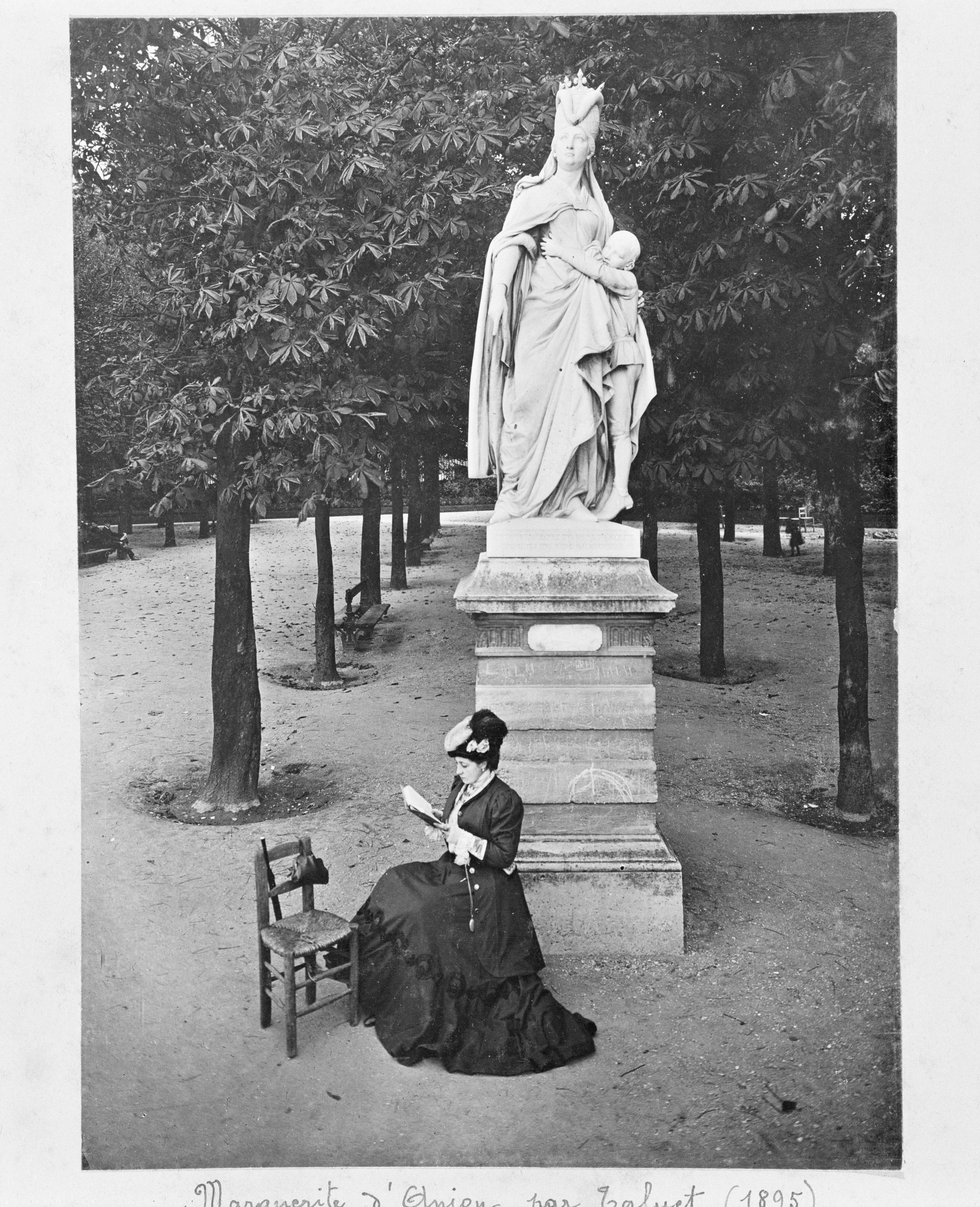
Marguerite d'Anjou.